# الغجر يصعدون إلى السماء
الغجر يصعدون إلى السماء (بالروسية: Табор уходит в небо) هو فيلم دراما رومنسي سوفيتي، أنتج عام 1975، وهو من إخراج إميل لوتينو. وتستند أحداث الفيلم إلى قصتا المؤلف مكسيم غوركي «إسرجيل القديمة» و«مكار شودرا». تدور أحداث الفيلم في أوائل القرن العشرين بين النمسا والمجر، ويحكي الفيلم قصة حب بين الفتاة الغجرية رادا ولص الخيول زوبار من قصة مكسيم غوركي القصيرة «ماكار شودرا» والتي كتبها في أوائل عام 1892. كان الفيلم الأكثر حضورًا في الاتحاد السوفيتي في عام 1976، حيث تم بيع 64.9 مليون تذكرة للفيلم.

## القصة
يقوم بطل الفيلم «زوبار» بسرقة الخيول من جنود الدولة القيصرية، ولايسرق خيول عامة الشعب. وبعد مطاردته يصاب برصاصة، لكنه يتمكن من الإفلات إلى أن يصل إلى سيل ماء وهناك يستريح وتأخذه غفوة من الإرهاق والألم، لكنه يصحو على فتاة جميلة ضمدت جرحه، وسحرته بجمالها وطبيعتها المندفعة، هذه الفتاة هي الساحرة الغجرية رادا. تسيطر رادا على قلب زوبار الذي يصمم على الزواج منها، فيلحقها إلى أي مكان تذهب له بترحالها المستمر، وبنفس الوقت فإن رادا تميل لشخص زوبار وتريده لكنها غير مستعدة للتنازل عن حريتها.
وفي أحد المشاهد المهمة في الفيلم يلقي الضوء على شخصية رادا عن طريق استخدام الموسيقى والغناء، حيث تسير رادا مع مجموعة من الغجريات وهن يغنين في أحد الشوارع، فتعترضهن عربة بها أحد النبلاء. تصعد الغجريات للعربة التي تقودها رادا، الأمر الذي يأسر قلب النبيل ويتعلق بها ويسعى للزواج منها، وعندما يذهب هذا النبيل لمخيم أهل رادا حاملاً ثوباً جميلاً وثميناً، تعطي رادا هذا الثوب لأحد الغجر ليرقص به فتجعل من النبيل محل سخرية.
يطلب زوبار من رادا أن تتزوجه رغم تحذير البعض له من هذا الزواج فتوافق رادا بشرط أن يقبل قدمها أمام أهلها، الأمر الذي يتناقص تماما مع شخصية زوبار. وينتهي الفيلم بمشهد مقتل رادا على يد زوبار، ورد والد رادا القتل، مما جعلهما جثتان بجانب بعضهما.

## قائمة الممثلين
- جريجوري غريغوريو بدور «زوبار».
- سفيتلانا توما بدور «رادا».

## وصلات خارجية
- الغجر يصعدون إلى السماء على موقع IMDb (الإنجليزية)
- الغجر يصعدون إلى السماء على موقع روتن توميتوز (الإنجليزية)
- الغجر يصعدون إلى السماء على موقع Turner Classic Movies (الإنجليزية)
- الغجر يصعدون إلى السماء على موقع أول موفي (الإنجليزية)
- الغجر يصعدون إلى السماء على موقع فيلمافينيتي (الإسبانية)
- الغجر يصعدون إلى السماء على موقع قاعدة بيانات الأفلام السويدية (السويدية)
- الغجر يصعدون إلى السماء على موقع قاعدة بيانات الفيلم (الإنجليزية)
- الغجر يصعدون إلى السماء على موقع ليتربوكسد (الإنجليزية)
- الغجر يصعدون إلى السماء على موقع كينوبويسك (الروسية)